# Jančuj
Lo Jančuj (in russo Янчуй?) è un fiume della Russia siberiana orientale, tributario di sinistra dell'Angara Superiore. Scorre nel Severo-Bajkal'skij rajon della Buriazia.
Il fiume ha origine da un lago sul lato settentrionale della cresta Mujakanskij, al confine tra i distretti Severo-Bajkal'skij e Mujskij. L'altezza della sorgente è di circa 1 433 m sul livello del mare. Scorre verso nord-ovest nella zona della taiga montana. La lunghezza del fiume è di 87 km, l'area del bacino di 1 090 km². Sfocia nell'Angara Superiore a 288 km dalla foce. A 3 km (in linea retta dalla foce) il fiume è attraversato dalla linea principale della ferrovia Bajkal-Amur e dall'arteria Severobajkal'sk-Taksimo.